# Daniels Range
Die Daniels Range ist einer der topografisch bedeutsamen Gebirgszüge der Usarp Mountains im nördlichen Viktorialand. Sie ist etwa 80 km lang und rund 15 km breit. Im Norden grenzt sie an den Harlin-Gletscher, im Süden an den Gressitt-Gletscher. 
Die geodätische Vermessung erfolgte durch den United States Geological Survey und mithilfe von Luftaufnahmen der United States Navy von 1960 bis 1963. Das Advisory Committee on Antarctic Names benannte sie 1964 nach dem Diplomaten Paul Clement Daniels (1903–1986), einem der führenden US-amerikanischen Unterhändler für das Zustandekommen des Antarktisvertrages im Jahr 1959.